# 织室
织室是漢朝宫中的丝织作坊。最早有文獻記載的织室是出現在楚汉战争時期，當時劉邦的汉军俘虜了魏王豹，讓魏王豹的宮女薄姬前往织室工作。西汉时，织室開設在未央宮，属於少府管轄，當時织室为宫中製作丝绸和祭祀服裝。织室的织工多數为官府的奴婢。织室也是犯罪的贵族妇女流放之地。漢宣帝时，织室分为东织和西织。漢成帝河平元年(前28年)，撤銷东织，將西织更名為织室。漢章帝時期開始，由宦官擔任织室的負責人。